# 2026年歐洲冠軍聯賽決賽
2026年歐洲冠軍聯賽決賽是2025–26年歐洲冠軍聯賽中最後一場賽事，是第 71 屆歐洲足球協會主辦的頂級級別球會錦標賽，亦昰由歐洲冠軍球會盃更名為歐洲冠軍聯賽後的第 34 屆賽事。球賽在2026年5月30日於匈牙利布達佩斯的普斯卡斯競技場舉行。
賽事冠軍可獲得2026年歐洲超級盃參賽資格，與2025–26年歐霸盃冠軍角逐錦標。冠軍球隊亦會角逐2026年國際足協洲際盃和2029年國際足協世界冠軍球會盃。賽事冠軍亦可獲得2026–27年歐洲冠軍聯賽聯賽階段的參賽權，除非他們已透過國內聯賽成績而獲得歐洲冠軍聯賽的參賽資格。

## 主辦國遴選
2023年5月17日，歐洲足協展開決賽的主辦權競投過程。是次投標會同時為2027年決賽競投，有興趣的投標者可選擇競投其中一個或兩個決賽。主辦的場館必須包含天然草坪，並被評為歐洲足協第四級別球場，並且球場總容量至少有70,000人。投標時序如下：
- 2023年5月17日：正式邀請申請
- 2023年7月17日：投標意向登記截止日期
- 2023年7月26日：向投標者提供投標要求
- 2023年11月15日：提交初步投標文件
- 2024年2月21日：提交最終投標文件
- 2024年5月22日： 公佈主辦場地

2024年5月22日，歐洲足協行政委員會在愛爾蘭都柏林舉行的會議中，宣佈普斯卡斯競技場為主辦場地。

## 賽事

### 詳細
準決賽 1 勝方會被視為「主隊」，用於行政上的目的。
| 準決賽 1 勝方 | v | 準決賽 2 勝方 |
| ------------- | - | ------------- |
|               |   |               |

|  | 賽事規則 - 90分鐘賽事 - 如有需要，會進行30分鐘加時賽 - 如果比數仍然相同，則會進行互射十二碼 - 最多十二位後備球員 - 最多進行五個換人調動，加時賽中可額外進行第六個換人調動 - 最多有三次換人機會，加時賽中可額外有第四次機會 |

## 外部連結
- 官方网站